# Barrage de Molato

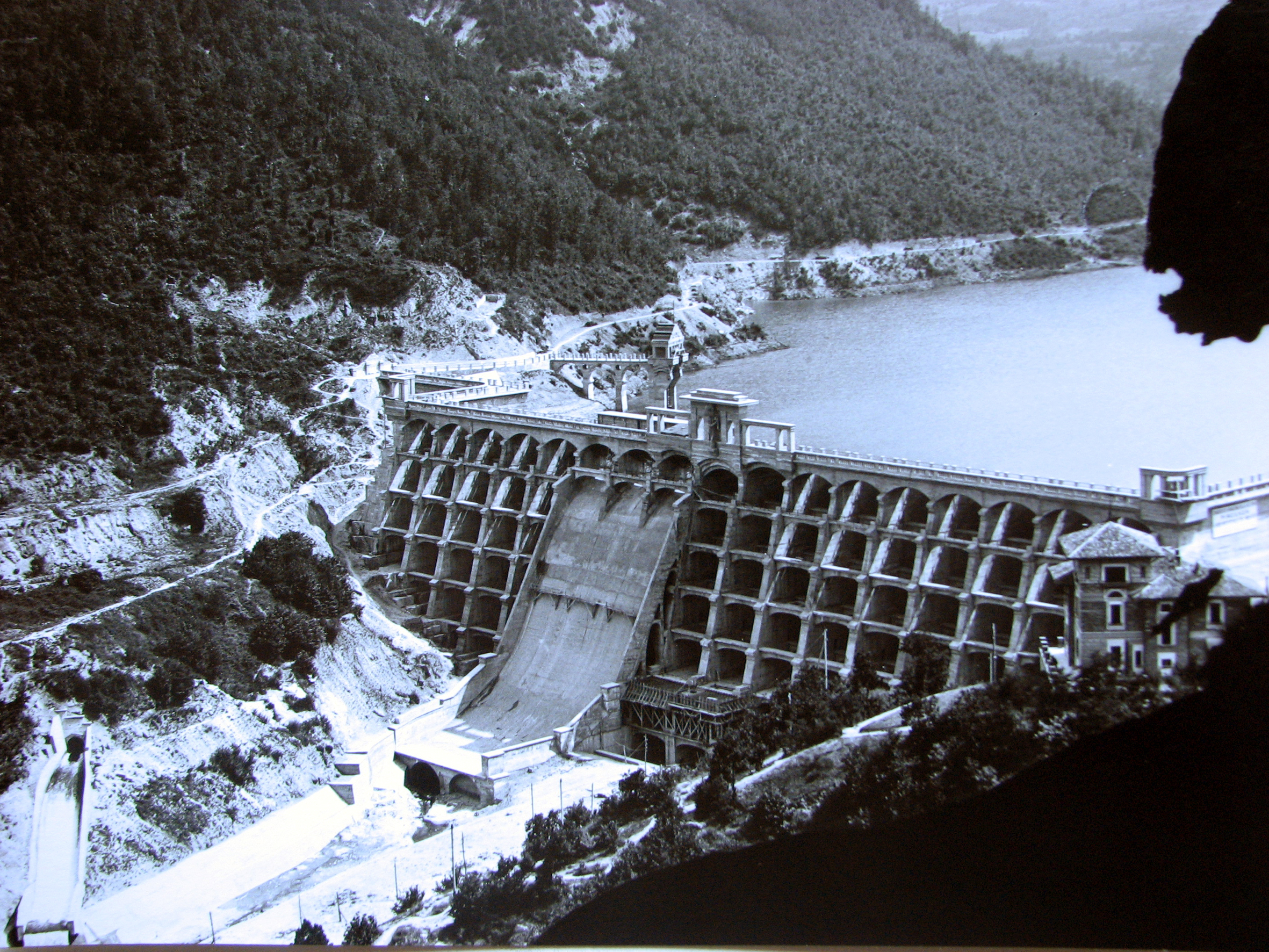
Le barrage de Molato. Vue coté vallée en 1928 lors de la mise en service.

Le barrage de Molato est un barrage pour l'irrigation et hydroélectrique poids en béton armé composé d'imposants éperons évidés, situé dans la haute vallée du Tidone sur le versant nord des Apennins, au sud de la province de Plaisance, en Émilie-Romagne, en Italie.
Il est une fierté italienne construite sous l'ère mussolinienne.

## Géographie
Le barrage est installé sur la commune de Trebecco, dans la province de Piacenza située dans la région Émilie-Romagne, en Italie. Il se situe sur le torrent Tidone. 
On peut y accéder par la route provinciale SP.412R de la Val Tidone. 6 km après le village de Nibbiano, on atteint le sommet du barrage coté rive gauche. On ne peut pas traverser le barrage en voiture.

## Histoire
Le barrage de Molato a été commandé par le « Consortium de Réhabilitation du Val Tidone ». Il a été construit à partir de 1921 pour capter les eaux du bassin versant du Tidone d'une surface de 83 km2, au pied du Mont Bissolo, sur les pentes duquel se trouve la commune de Trebecco.
Il a été conçu pour réguler le débit du torrent afin de préserver les terres agricoles situées en aval, dans le Val Tidone et le Val Luretta, de ses crues désastreuses et constituer une réserve pour l'irrigation. Il permettrait, en plus, de produire 30 millions de kWh par an, en profitant des conditions altimétriques et en utilisant l'eau dans trois centrales électriques.
Lors de sa construction, le lac artificiel de retenue était appelé « Lac de Trebecco » jusqu'en 1928. Le territoire sur lequel il était bâti faisait alors partie de la commune de Trebecco mais, après l'unification territoriale et la disparition de la commune de Trabecco, il a été rebaptisé « Lac de Molato ».
Le barrage est devenu un pôle d'attraction touristique. Le chemin de tête du barrage est ouverte au public et constitue une attraction durant la journée. Une visite guidée est organisée tous les week-end pour les groupes scolaires et personnes intéressées par l'histoire de cet ouvrage peu courant.

## Géologie
Le barrage est entièrement enchâssé dans la formation des Grès de Ranzano, constitué, du point de vue lithologique, d'une alternance de niveaux arénacés, siltaires et argilo-marneux imperméables.

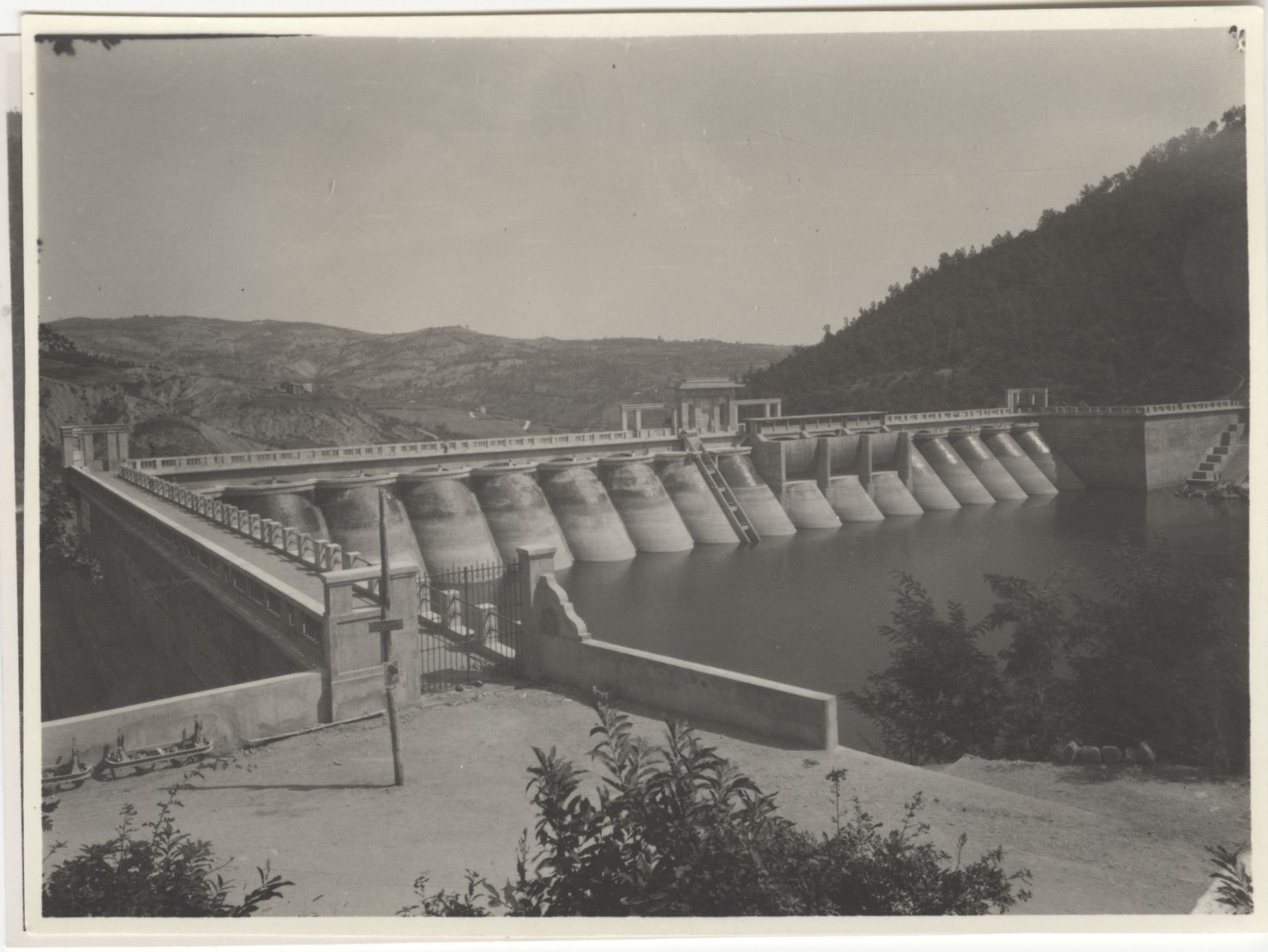
Vue générale du barrage de Molato coté retenue avec le mur poids à gauche et le mur en L à droite

## Description
L'ouvrage, classé moyennement haut, comporte une forme géométrique irrégulière composée de trois éléments distincts :
- un module perpendiculaire à la rive gauche, culée latérale gauche, mur poids en béton armé mesure 115 mètres de longueur,
- un module central constitué de 17 voûtes cylindriques de 10 mètres de longueur et 55,3 mètres de hauteur, en béton armé, soutenues par seize éperons confinés latéralement par deux culées gravitaires massives. Le déversoir est situé entre les éperons 8 et 11. Les voûtes sont inclinées à 45° et ont une épaisseur variant de 1,00 m au sommet à 1,85 m à la base, ancrées sur un socle en béton qui constitue les fondations du barrage.
- un module en L, culée latérale droite. La branche du L perpendiculaire aux voûtes mesure 25 mètres, la branche coté rive, 35 mètres.

L'épaisseur des éperons varie de 2,40 m à la base à 1,20 m au sommet. Le raidissement entre les contreforts est constitué de sept séries de poutres en béton armé disposées horizontalement à différentes hauteurs. Un pont droit d'environ 170 m de long est posé sur les éperons.
La longueur de crête totale est de 335 m à une altitude de 362,5 mètres.
Le projet du barrage de Molato a connu un parcours long, complexe et chargé de rebondissements. Le premier projet remonte au tout début des années 1900 mais il est resté un projet abstrait jusqu'en 1912. Avec le déclenchement de la Première Guerre mondiale, le projet est abandonné avant d'être relancé en 1920 par le « Consortium de Réhabilitation du Val Tidone ». Les études d'avant projet puis de conception définitive ont été confiées à l'Ingénieur Augusto Ballerio aidé du Professeur Arturo Danusso pour l'étude structurelle et de l'Ingénieur Claudio Segrè pour la partie géologique.
La décision de réaliser l'ouvrage a été prise très rapidement et un appel d'offres a désigné les entreprises Bonomi, Marinoni, Cavallazzi et Riccardo Filippa titulaires du marché. L'entreprise Lodigiani a eu la charge de construire la conduite forcée jusqu'à la centrale électrique et la conduite principale pour l'irrigation du secteur.
Les travaux débutent en 1921 et la construction va s'avérer très difficile notamment en raison d'un accès au chantier par un simple sentier. Les agrégats ont été prélevés dans les environs tandis que le ciment et les aciers ont dus être transportés sur des charrettes. À l'époque, les moyens de transport motorisés étaient rares et ne disposaient pas d'une charge utile conséquente. 
L'ouvrage est inauguré et mis en service en 1928. C'est l'Ingénieur Augusto Ballerio qui a été chargé de la direction des travaux.

## Ouvrages annexes
Le barrage de Molato est alimenté directement par un seul cours d'eau, le Tidone, et par de nombreuses prises d'eau sur un bassin versant hydraulique de captage de 83 km².
Le barrage de Molato comprend 3 systèmes d'évacuation d'eau distincts :
- déversoir principal de surface - élément de sécurité situé au sommet de l'ouvrage entre les éperons 8 et 11 et constitué de trois ouvertures de 8,80 m chacune. Le seuil de débordement est à 354,40 m d'altitude.
- déversoirs auxiliaires latéraux - situés sur la rive droite à environ 220 m en amont du barrage, composés d'un tunnel équipé de vannes automatiques dont l'embouchure est située à une altitude de 351,2 m et qui se jette dans le Tidone à 900 m en aval du barrage. Deux autres déversoirs de secours fixes sont placés à une altitude de 354,40 m, sur chaque culée.
- une conduite forcée de 1,20 m de diamètre jusqu'à la centrale électrique en contrebas qui alimente les turbines. La centrale hydroélectrique a une puissance de 2 MW et produit en moyenne 5 GWh par an. L'usine a été automatisée en 1982 par son exploitant ENEL Green Power et fonctionne toujours de manière automatique et autonome.

Les canalisations pour l'irrigation démarrent du bassin inférieur gravitairement et avec des canalisations sous pression.
Pendant la construction de l'ouvrage, le chef du gouvernement de l'époque, Benito Mussolini, a visité le chantier et l'a inauguré en 1928.

## Entretien et maintenance
Au cours du temps, le barrage de Molato a fait l'objet de nombreux et importants travaux d'entretien et de maintenance :
- entretien et renforcement de la structure béton armé (prof. Oberti) : 1965-66
- automatisation de la centrale électrique : 1984
- entretien et renforcement de la structure béton armé (Ing. Ceruti) : 1985-86,
- rénovation générale (partie I, II et III) : 1996-99
- rénovation générale (partie IV) : 2004-05,
- réfection des berges du Tidone : 2020-21.